# ゆめみているよ
ゆめみているよは、バンドたまの通算13枚目のシングル。

## 解説
前作『学習』以来約1年ぶりのリリースで、10thアルバム『東京フルーツ』の先行シングル。
なお「ゆめみているよ」「夢の中の君」「安心」は、『東京フルーツ』に本作とは異なるバージョンで収録されており、シングルバージョンは本作でしか聴くことができない。
後に廃盤となり、前作『学習』と1枚にまとめたアルバムが2016年3月に発売された。

## 収録曲
1. ゆめみているよ
（作詞・作曲:知久寿焼）
タイトル曲。テクノサウンドを取り入れたバラード。『東京フルーツ』にはアウトロが延長されたアレンジで収録されている。
2. 夢の中の君
（作詞・作曲:知久寿焼）
ライブでは前曲とのメドレーとして演奏される。
3. 公園には自転車できた
（作詞・作曲:滝本晃司）
4. お肌ツルツル老人
（作詞・作曲:石川浩司）
石川が思う、あったら嫌だなと思うものが歌詞になっている。
5. 安心
（作詞・作曲:知久寿焼）
6. （シークレット）
隠しトラックでインスト曲。作曲者、編曲者、題名などは一切不明。

## 収録アルバム
- 東京フルーツ（＃1,2,5）